# Sälja, Nora socken
Sälja är en gammal by vid Dalälven i Nora socken. Tidiga stavningar: År 1312 Celiium, 1350 Selium och 1397 Saelya.
Grannbyar till Sälja är Mälby och Bro i Nora socken samt Hadeholm i Gästrikland. Hadeholm finns sjövägen på andra sidan gränsen i sydligaste Hedesunda socken i Gästrikland. 
Det skulle alltså kunna ha varit härifrån som landskapsnamnet Gästrikland myntades. En hypotes finns att "Landet kring Geistrs vikar", Geistrvikaland, skulle vara upphovet till landskapsnamnet Gästrikland. Geistr är ett äldre namn på Dalälven.